# Мераб Гагунашвілі
Мераб Гагунашвілі (груз. მერაბ გაგუნაშვილი; нар. 3 січня 1985) – грузинський шахіст, гросмейстер від 2002 року.

## Шахова кар'єра
Наприкінці 1990-х років його рейтинг Ело перебував у межах 2250, що відповідало званню кандидата в майстри. Однак лише через 3 роки здобув звання гросмейстера, a його рейтинг перевищив 2500 пунктів, що є винятковим досягненням. 2001 року (у 16 років) здобув у Афінах звання віце-чемпіона світу серед юнаків до 20-ти років. 2003 року поділив 1-ше місце на турнірі за швейцарською системою, який відбувся в Батумі. У 2004 році кваліфікувався на чемпіонат світу в Триполі, однак вибув в 1-му колі, поступившись Смбатові Лпутяну. 2005 року поділив 2-ге місце в Дубаї. У 2006 році поділив 1-ше місце на турнірі Аерофлот опен A2 у Москві, а також посів 1-ше місце в Гастінґсі. У 2007 році знову посів високе місце в Гастінгсі (1-2-ге), крім того 2008 року – в Дубаї (1-4-те), а також у Гронінгені (1-3-тє). 2010 року переміг (разом з Антоном Коробовим i Батором Самбуєвим) у Монреалі. У 2014 році переміг на турнірі South African Open у Блумфонтейні.
Неодноразово грав за Грузію на командних змаганнях, зокрема,:
- п'ять разів на шахових олімпіадах (2002, 2004, 2006, 2010, 2012)[5],
- на командному чемпіонаті світу (2005); медаліст: в особистому заліку – бронзовий (2005 – на 4-й шахівниці)[6],
- п'ять разів на командних чемпіонатах Європи (2003, 2007, 2009, 2011, 2013); дворазовий медаліст: у командному заліку – бронзовий (2003) а також в особистому заліку – срібний (2003 – на 5-й шахівниці)[7].

Найвищий рейтинг Ело в кар'єрі мав станом на 1 квітня 2007 року, досягнувши 2625 пунктів, посідав тоді 96-те місце в світовій класифікації ФІДЕ, водночас посідав 4-те місце серед грузинських шахістів.

## Зміни рейтингу
| На цьому місці має відображатися графік чи діаграма, однак з технічних причин його відображення наразі вимкнено. Будь ласка, не видаляйте код, який викликає це повідомлення. Розробники вже працюють для того, щоби відновити штатне функціонування цього графіка або діаграми. | |
| | На цьому місці має відображатися графік чи діаграма, однак з технічних причин його відображення наразі вимкнено. Будь ласка, не видаляйте код, який викликає це повідомлення. Розробники вже працюють для того, щоби відновити штатне функціонування цього графіка або діаграми. |